# Ged Quinn
Ged Quinn (* 1963 in Liverpool) ist ein britischer Maler.
Quinn studierte an der Ruskin School of Drawing and Fine Art der Oxford  University, an der Slade School of Art in London, an der Kunstakademie Düsseldorf und der Rijksakademie in Amsterdam.
Seine in altmeisterlicher Technik gemalten allegorischen Gemälde orientieren sich an Vorbildern wie Claude Lorrain und Caspar David Friedrich, enthalten aber oft aktuelle Anspielungen und Verfremdungen. Im Herbst 2010 erzielte Quinns Gemälde In Heaven Everything is Fine bei der Frieze Art Fair in London einen Preis von 50.000 Pfund.